# Kazimierz Wasiłowski
Kazimierz Wasiłowski ps. Korwin (ur. 14 października 1921 w Warszawie, zm. w Warszawie 31 sierpnia 1944) – żołnierz AK, Batalionu „Zośka”, kompanii „Rudy”, plutonu „Sad”, Brygady Dywersji „Broda 53” (leg. Nr B/310, wystawiona 15 sierpnia 1944 przez dowództwo AK, Zgrupowania „Radosław”, podpisana przez kpt. Jana Kajusa Andrzejewskiego), pośmiertnie awansowany do stopnia sierżanta, dwukrotnie odznaczony Krzyżem Walecznych.

## Młodość
Urodził się 14 października 1921 roku. Syn Stanisława Wasiłowskiego (ekonomisty) i Joanny z Szaniawskich – wnuczki powstańca 1863 roku, Dominika Szaniawskiego, zesłanego na syberyjską katorgę. Młodszą, rodzoną siostrą Kazimierza jest Maria z Wasiłowskich Podlasiecka.
Był uczniem prywatnej Szkoły Powszechnej Towarzystwa Ziemi Mazowieckiej w Warszawie, następnie Gimnazjum i Liceum im. Mikołaja Reja. Konspiracyjną maturę typu matematyczno-fizycznego uzyskał w tej szkole w 1942 roku.
Jego pasją było lotnictwo. 16 marca 1939 roku ukończył, z wynikiem dobrym, teoretyczny kurs szybowcowy Aeroklubu Warszawskiego (świadectwo Nr 93) i został wyznaczony na kurs szybowcowy w Ustianowej, w którym uczestniczył.

## Okupacja niemiecka
W sierpniu 1940 roku zatrudniony został w Zakładach Mechanicznych M. A. Szyllera w charakterze ucznia warsztatowego. Od września 1940 r. w Składnicy Papierniczej Wojciechowski, Ostrowski i Ska. Jednocześnie rozpoczął naukę na Prywatnych Kursach Budowy Maszyn i Elektrotechniki Towarzystwa Kursów Technicznych w Warszawie, ul. Mokotowska 6. (leg. Nr 70). Po ich ukończeniu kontynuował naukę w Państwowej Szkole Budowy Maszyn II stopnia (ul. Mokotowska 4/6). Do pracy podziemnej wprowadził go kuzyn i przyjaciel – Witold Morawski (ps. „Witold”, „Witold Czarny”).

## Powstanie warszawskie
Przebył cały szlak bojowy Batalionu „Zośka” od Woli przez Starówkę do próby przebicia się oddziałów do Śródmieścia. Był w obsłudze cekaemu. Przed ostatnią akcją przeczuł śmierć. Oddał swój portfel ze wszystkimi dokumentami Stanisławowi Lechmirowiczowi ps. „Czart”. W ten sposób chciał zabezpieczyć rodzinę przed represjami okupanta. Opisuje to, przejęty sytuacją, „Czart” w Pamiętnikach Żołnierzy Baonu „Zośka” (s. 365). Portfel ten dotarł do rodziców Kazimierza Wasiłowskiego. Przekazał go Witold Morawski po przepłynięciu Wisły. Swoje i jego dokumenty, w obawie przed zamoczeniem, przywiązał do głowy. Tę dramatyczną przeprawę wpław przez rzekę opisuje Norman Davies w książce Powstanie ’44 (s. 519-520).
Przeczucie się spełniło. Kazimierz Wasiłowski poległ 31 sierpnia 1944 roku podczas próby przebicia do Śródmieścia, idąc w osłonie dowódcy – kpt. Jana Kajusa Andrzejewskiego.
Ciało Jana Kajusa Andrzejewskiego oraz rannych i poległych żołnierzy jego osłony, w tym Kazimierza Wasiłowskiego ps. „Korwin” zostały złożone na stosie z drzwi i framug okiennych i spalone na podwórku kamienic ul. Bielańskiej 3. Po wojnie prochy przeniesione zostały, we wspólnej urnie, początkowo do prowizorycznego cmentarza w Parku Krasińskich, a następnie do Kwatery Żołnierzy batalionu „Zośka” na Cmentarzu Wojskowym na Powązkach w Warszawie (kwatera A20-5-13). Pośmiertnie odznaczony Warszawskim Krzyżem Powstańczym.
Na ścianie bloku przy ul. Bielańskiej 3 umieszczona jest pamiątkowa tablica.
W 2017 roku ukazała się biografia autorstwa Marii Podlasieckiej i Leszka S. Zakrzewskiego pt. Kazimierz Wasiłowski „Korwin” żołnierz Batalionu AK „Zośka” : rozmowa o czasach i środowisku.